# Ammonoencyrtus bonariensis
Ammonoencyrtus bonariensis is een vliesvleugelig insect uit de familie Encyrtidae. De wetenschappelijke naam is voor het eerst geldig gepubliceerd in 1922 door Brèthes.